# Patalan (Kota Blora)
Patalan is een bestuurslaag in het regentschap Blora van de provincie Midden-Java, Indonesië. Patalan telt 3565 inwoners (volkstelling 2010).